# P-xilene
Il p-xilene (leggi: para-xilene) è un idrocarburo aromatico; la sua struttura è quella di un benzene in cui due atomi di idrogeno nelle posizioni 1 e 4 sono stati sostituiti da due gruppi metile. A temperatura ambiente si presenta come liquido incolore, volatile e infiammabile.
È un isomero dell'o-xilene e del m-xilene. Il suo polimero è noto col nome di parilene.
Il p-xilene è impiegato su vasta scala per la produzione dell'acido tereftalico, ottenuto per ossidazione catalitica, a sua volta impiegato nella produzione di poliesteri, tra cui il polietilentereftalato (PET).
Viene prodotto per reforming catalitico delle nafte del petrolio greggio e separato dalla miscela di idrocarburi ottenuta - che contiene benzene, toluene, etilbenzene e gli altri xileni isomeri - per distillazione, adsorbimento e cristallizzazione. Pur avendo il punto di fusione più alto tra i tre isomeri, la semplice cristallizzazione non consente di raggiungere elevate purezze per via della formazione di miscele eutettiche.
L'esposizione ai vapori di p-xilene produce narcosi e irritazione polmonare. Un'esposizione cronica a concentrazioni di vapori superiori a 100 ppm può danneggiare polmoni, fegato e reni e produrre disturbi alla composizione del sangue.